# Rudolf Donath (Politiker)
Rudolf Donath (* 30. März 1908 in Hamburg; † 20. Mai 1986) war ein deutscher Politiker (SPD). Er war Bürgermeister von Börnsen und von 1968 bis 1971 Mitglied des Landtags von Schleswig-Holstein.

## Leben
Rudolf Donath war beruflich als Verwaltungsangestellter tätig. Er war bereits vom 1. April 1928 bis zum Jahr 1933 SPD-Mitglied und trat nach dem Zweiten Weltkrieg am 3. Februar 1946 erneut in die SPD ein. Später wurde er SPD-Kreisvorsitzender und Börnsener Bürgermeister.
Am 18. November 1968 wurde er als Nachrücker Mitglied des schleswig-holsteinischen Landtags und blieb Abgeordneter bis zum Ende der sechsten Legislaturperiode am 15. Mai 1971. Während seiner Zeit als Landtagsabgeordneter war er Mitglied der Ausschüsse für Heimatvertriebene und für Volksgesundheit.